# Afrolytta
Afrolytta là một chi bọ cánh cứng trong họ Meloidae.
Chi này được Kaszab miêu tả khoa học năm 1959.

## Các loài
Chi này gồm các loài:
- Afrolytta carneola (Péringuey, 1892)